# الجامعة الأشرفية (باكستان)
الجامعة الأشرفية هي جامعة تقع في مدينة لاهور الباكستانية. أسسها المفتي محمد حسن الأمرتسري بعد شهر من فصل الباكستان عن الهند، سنة 1366 هـ / 1947 م. سميت بالأشرفية نسبة إلى العالم الديوبندي أشرف على التهانوي.
تركز الجامعة على العلوم الدينية الإسلامية ولها عدة فروع.

## وصلات خارجية
- موقع الجامعة الأشرفية